# Bitter von Raesfeld (Domherr, † 1594)
Bitter von Raesfeld (* im 16. Jahrhundert; † 1594 in Münster) war ein deutscher römisch-katholischer Geistlicher und Domherr zu Münster.

## Leben
Bitter von Raesfeld entstammte dem westfälischen Adelsgeschlecht von Raesfeld und war ein Sohn des gleichnamigen Domküsters Bitter von Raesfeld und dessen Ehefrau Katharina Tegeler. Er entschied sich  – wie zahlreiche Familienmitglieder aus dem Haus Raesfeld –  für einen geistlichen Beruf und wurde römisch-katholischer Priester. 1581 schenkte er  dem Kloster Agnetenberg bei Dülmen 100 Reichstaler. Am 3. April 1583 besetzte er die erste Vikarie St. Petri in Münster und wurde dort Vikar.
Der Domherr  Konrad Ketteler setzte ihn am 24. April 1590 zu seinem Bevollmächtigten ein, um seine Präbende wegen seiner bevorstehenden Hochzeit an seinen Bruder Dietrich Ketteler weiterzugeben.
Am 21. September 1594 wurde er zum Domwerkmeister ernannt.
Sein Cousin, der Dompropst Goswin von Raesfeld, machte  am 10. Januar 1578 sein Vermächtnis und setzte ihn neben vielen anderen Personen und Institutionen als Erbe ein. Nach dem Tod des Domherrn Gottfried von Raesfeld gehörte er am 18. Oktober 1588 zu den Testamentsvollstreckern.